# Tryggve Rubin
Sven Tryggve Salomon Rubin, född 1 mars 1874 i Stockholm, död 28 juli 1946, var en svensk geodet.
Rubin blev amanuens vid Uppsala astronomiska observatorium 1897 och var assistent vid den svensk-ryska gradmätningsexpeditionen på Svalbard 1899–1900, astronom 1901 samt chef där 1902. Han blev filosofie doktor i Uppsala 1903 på avhandlingen Le réseau de la base suédoise au Spitzbergen och var chef för Geodetic Survey of North-Eastern Rhodesia i Nordöstrhodesia 1903–07. Han innehade uppdraget att utstaka gränsen mellan Rhodesia och Portugisiska Ostafrika mellan 15. och 16. parallellerna av sydlig latitud 1903.
Åren 1907-08 utförde Rubin den grundläggande basmätningen i Bromma för Stockholms stads triangulering och var lärare i geodesi vid Lantmäteristyrelsens kurser för lantmätare 1907–32, vid navigationslärarkurs från 1913, t.f. professor vid Kungliga tekniska högskolan (KTH) 1917–20, tilldelades professors namn 1924 och en personlig professur i geodesi vid KTH 1932–39, var föreståndare för dess fackavdelning för lantmäteri 1932–39, examinator i geodesi vid Uppsala universitet 1937, ordförande i Kartografiska sällskapet 1911–14 och 1922–25.
Rubin var även landstormskapten, sekreterare i Stockholms landstormsbefälsförening 1912–15, vice ordförande i Stockholms landstormsförbund 1929–34, ordförande i landstormsofficerssällskap 1928–35 och i dess riksförbund 1935-39.